# Cyprien Tessié du Motay
Cyprien Tessié du Motay, longtemps dit né à Cholet, mais en fait né le 6 mars 1818 à Angers (Maine-et-Loire) et mort le 6 juin 1880 à New York (États-Unis) est un chimiste français auteur de nombreux brevets, inventeur entre autres de la phototypie.

## Biographie
Cyprien Marie Tessié du Motay est le fils de Cyprien Marie Xavier Tessié de la Motte, maire de Cholet (1830-1838), conseiller général, et de Victoire Virginie Tharreau-Labrosse, ainsi que le neveu d'Eugène Tessié de La Motte et de François-Charles Tharreau.
Il est présenté avoir passé une partie de son enfance à Cholet dans une famille aristocratique dont les parents s'y marient le 4 novembre 1815. Il est inhumé au cimetière de Passy (15e division) dans le 16e arrondissement de Paris.

### Débuts littéraires
Il reçoit une première éducation auprès de Félicité Robert de Lamennais qui lui inculque de solides convictions républicaines, qu’il conserve et met en application toute sa vie. Il suit des études universitaires mais ne choisit pas de pratiquer un métier. Il fréquente le salon de Madame de Récamier, où il fait la connaissance de Théophile Gautier, de Chateaubriand, de Victor Hugo et autres auteurs en vogue. Il écrit des poèmes et un livret d’opéra (Lenor, opéra en quatre actes, musique d’Eugène de Fresne) qui sont appréciés par ses amis. Il fréquente aussi d’illustres chimistes, comme Marcellin Berthelot et surtout Michel-Eugène Chevreul qui est un vieil ami de son père. Plus tard, bien qu’homme de science reconnu, Tessié du Motay est un adepte du spiritisme : dans ses Souvenirs littéraires, Maxime Du Camp raconte une séance où Tessié le met en communication avec Michel-Ange, puis Mahomet, mais Du Camp n’est pas convaincu par les réponses aux questions qu’il leur pose.

### Chimiste
À 25 ans, il se rend en Allemagne, où il étudie la chimie, rencontrant Justus von Liebig et d’autres chimistes réputés. Il invente un procédé pour blanchir les textiles et vend le brevet à un Anglais pour une bonne somme qu’il consacre à poursuivre ses recherches, de retour à Paris. Il va désormais travailler dans des domaines aussi variés que la métallurgie, le textile, l’industrie sucrière, l’usage de l’air comprimé et le traitement des eaux.
Avec Andraud, Tessié du Motay met au point un véhicule actionné par l’air comprimé. En 1840 des essais sont effectués à Paris. Le procédé, repris par Mékarski, donne lieu à des essais entre 1876 et 1879 sur le réseau Tramways-Nord. À Nantes, c’est tout un réseau de tramways qui fonctionne de 1879 à 1917. 
Associé avec Louis Franchot, il dépose en 1843 le projet d’un tunnel sous la Manche, constitué d’un tube en segments de fonte où circuleraient des véhicules à air comprimé.
De 1848 à 1851, en tant que républicain, Tessié du Motay prend une part active aux troubles politiques qui agitent la France. Après le coup d’État de 1851, il est condamné à mort, puis la sentence est commuée en exil. Il se rend alors à Londres, tout en continuant à diriger son laboratoire parisien. Ses amis ayant fait valoir à Napoléon III l’importance de ses contributions à la science et à l’industrie, Tessié est admis à revenir à Paris. Il consacre ses recherches au gaz d’éclairage et ses trouvailles lui valent de recevoir la Légion d’honneur des mains de l’Empereur. La guerre de 1870 et le siège de Paris arrêtent l’implantation des conduites de gaz d’éclairage. Tessié du Motay sert auprès du gouverneur de Paris, dans le corps médical, comme responsable du dispensaire du Corps d’armée.
En 1860, avec le peintre et verrier Charles-Raphaël Maréchal qui est aussi chimiste, il perfectionne une technique d’impression par empreinte des vitraux : le dessin est gravé sur cuivre, imprimé avec des encres vitrifiables sur un papier qui est appliqué sur le verre ; on passe au four, le papier brûle et l’encre se transfère sur le vitrail. Ce système, quelque peu aléatoire, nécessite des retouches manuelles. Tessié et Maréchal améliorent la technique de gravure pour que davantage d’encre soit déposée sur le papier intermédiaire. En 1865, ils déposent un brevet pour la production d’oxygène destiné à l’éclairage public.
Ensemble encore, en 1867, ils mettent au point la phototypie (terme inventé par Tessié) à partir des travaux de Louis-Alphonse Poitevin. Si le procédé diffère peu des autres utilisés à cette époque, Tessié, à son habitude, ouvre des possibilités industrielles : la phototypie, de simple tirage de photographies, passe au rang de procédé d’impression. Elle sert à imprimer la quasi-totalité des cartes postales jusqu’aux années 1930 et au-delà. Pendant ces années de collaboration avec Maréchal, Tessié du Motay réside à Metz, où une rue porte aujourd’hui son nom.
Ayant vendu un brevet à la Compagnie municipale du gaz de New York, il y est invité comme ingénieur consultant et chimiste. Il en profite pour visiter des mines et apporter de nouvelles innovations. C’est au cours de ce séjour qu’il meurt subitement.

### Hommages
Une artère de la ville de Metz porte son nom : impasse Tessié du Motay.